# Dolichopeza (Nesopeza) trichopyga
Dolichopeza (Nesopeza) trichopyga is een tweevleugelige uit de familie langpootmuggen (Tipulidae). De soort komt voor in het Oriëntaals gebied.